# Ukrajinśka Hromada w Niemczech
Ukrajinśka Hromada w Niemczech – ukraińskie emigracyjne towarzystwo społeczno-kulturalne działające w Niemczech, założone w 1919 w Berlinie.
Przewodniczącymi organizacji byli Bohdan Łepki, Zenon Kuzelja i B. Homzyn. Organizacja najprężniej działała w latach 20, i pierwszej połowie lat 30. XX wieku, liczyła wtedy ponad 6 tysięcy członków. Politycznie zbliżona była do ruchu hetmańskiego Pawła Skoropadskiego..
Organami prasowymi towarzystwa były "Nowe Słowo" (1920), "Ukrajinśke Słowo" (1921-1923) i "Ukrajinśka Dijsnist'".
Była to druga, oprócz UNO, legalna ukraińska organizacja w Niemczech. Hromada działała do 1945.